# Azonaxini
De Azonaxini zijn een neotropische geslachtengroep van vlinders in de familie van de dikkopjes (Hesperiidae).
Deze geslachtengroep bevat alleen het geslacht Azonax Godman & Salvin, 1893.